# Кочин, Георгий Евгеньевич
Гео́ргий Евге́ньевич Ко́чин (5 [17] января 1897; деревня Курьяниха, Кадниковский уезд, Вологодская губерния (ныне Усть-Кубинский район, Вологодская область), Российская империя — 1976) — советский историк, источниковед. Кандидат исторических наук, доцент, старший научный сотрудник Ленинградского отделения Института истории АН СССР. Специалист по истории Древней Руси. Участник Первой мировой, Гражданской, Советско-финской и Великой Отечественной войн.

## Биография
Г. Е. Кочин родился 5 (17) января 1897 года в деревне Курьяниха Усть-Кубинского района Вологодской губернии в многодетной крестьянской семье. В 1914 году окончил Вологодское реальное училище и после сдачи дополнительных экзаменов по классическим языкам за курс гимназии в 1915 году поступил на историко-филологический факультет Петроградского университета.
В августе 1916 года во время Первой мировой войны занятия Г. Е. Кочина в Университете были прерваны мобилизацией в русскую армию. Он был зачислен юнкером во 2-ю Московскую школу прапорщиков, по окончании в январе 1917 года которой был направлен в 94-й пехотный запасный полк, дислоцированный в Казани. После в составе 158-го Кутаисского пехотного полка младшим офицером был направлен в действующую армию на Румынский фронт. Был произведён в офицерский чин прапорщика.
Службу в русской армии Г. Е. Кочин окончил в феврале 1918 года, после чего вернулся в Вологду и с апреля по сентябрь того же года работал статистиком-экономистом в Вологодском городском продовольственном комитете. В апреле 1919 года был призван в Красную армию. В должности командира учебного пулемётного взвода он был направлен во 2-й стрелковый полк, вошедший в состав сформированной летом 1920 года Особой Уральской бригады. В ходе Гражданской войны принимал участие в боях с армией адмирала А. В. Колчака, вооружёнными силами Юга России генерала П. Н. Врангеля и против бандформирований на Северном Кавказе.
В 1922 году Г. Е. Кочин по личной просьбе был переведён в Петроград и восстановился в Университете. Совмещая учёбу со службой, в 1925 году он окончил ЛГУ. В марте 1927 года он был уволен из Красной армии в запас и в том же году устроился работать счетоводом-статистиком в транспортное потребительское общество Октябрьской железной дороги (Ленинград). С осени 1928 года стал преподавать в школе II ступени. В 1930 году перешёл на педагогическую работу на рабфак Горного, а после до 1931 года и Технологического институтов в Ленинграде.
В марте 1931 года Г. Е. Кочин был принят в Историко-археографический институт АН СССР (в 1936 преобразован в Ленинградское отделение Института истории АН СССР) на должность научного сотрудника. Вместе с тем преподавал в Ленинградском государственном университете на кафедре истории СССР и в Ленинградском государственном педагогическом институте им. Покровского.
В сентябре 1939 года Г. Е. Кочин вновь был призван в Красную армию и в звании майора назначен командиром мотострелковой роты 65-го отдельного разведывательного батальона 70-й стрелковой дивизии. С началом в ноябре 1939 года Советско-финской войны был назначен старшим адъютантом начальника штаба 121-го отдельного медико-санитарного батальона той же дивизии. Участвовал в боевых действиях на Карельском перешейке. Был награждён орденом Красной Звезды.
После войны в сентябре 1940 года Г. Е. Кочин был уволен в запас и вернулся в ЛОИИ АН СССР на должность старшего научного сотрудника. В январе 1941 года защитил диссертацию на соискание учёной степени кандидата исторических наук по теме «Материалы для терминологического словаря древней России» (официальные оппоненты академик Б. Д. Греков и профессор Н. С. Чаев).
После начала Великой Отечественной войны Г. Е. Кочин в июле 1941 года записался в народное ополчение. Был назначен помощником начальника штаба 2-го стрелкового полка 3-й стрелковой дивизии народного ополчения Петроградского района, а в начале сентября переведён в 6-ю Ленинградскую стрелковую дивизию народного ополчения Октябрьского района (с 23 сентября 1941 — 189-я стрелковая Кингисеппская дивизия) на должность помощника начальника штаба 891-го стрелкового полка. В январе 1942 года Г. Е. Кочин был назначен начальником штаба в 100-й медсанбат той же дивизии, а в следующем 1943 году откомандирован в штаб 42-й армии на должность начальника оперативного отдела. В апреле 1944 года он с Ленинградского фронта был откомандирован в штаб 3-го Прибалтийского фронта, а в августе того же года в соответствии с «распоряжением НКО о сохранении и правильном использовании квалифицированных педагогических кадров» Г. Е. Кочина направили старшим преподавателем военной истории в 1-е Ленинградское пехотное училище им. С. М. Кирова. Был награждён медалями «За оборону Ленинграда», «За боевые заслуги» и «За победу над Германией в Великой Отечественной войне 1941—1945 гг.».
19 декабря 1945 года после демобилизации Г. Е. Кочин вернулся в ЛОИИ АН СССР на должность старшего научного сотрудника. В апреле 1953 года ЛОИИ упразднили, в связи с чем Г. Е. Кочина перевели в штат Архива «бывшего ЛОИИ», а 15 июня того же года, согласно Постановлению Президиума АН СССР о сокращении штата Института, он был уволен.
Умер в 1976 году.

## Научный вклад
Ещё будучи в 1915—1916 годах студентом историко-филологического факультета Петроградского университета Г. Е. Кочин был включён в состав группы, работавшей под руководством Б. Д. Грекова над «Терминологическим словарём древне-русских памятников». Однако работа эта была прервана в 1916 году в связи с мобилизацией Г. Е. Кочина.
После возвращения в Петроград первым результатом его научной работы стал доклад «Новгородские писцовые книги, как исторический источник и методологические приёмы их изучения», сделанный на заседании Новгородского общества любителей древности. В 1927 году эта работа была опубликована в «Сборнике НОЛД» за 1926 год.
После принятия Г. Е. Кочина в 1931 году научным сотрудником в ИАИ АН СССР ему было поручено продолжить работу над «Терминологическим словарём…». Существенную поддержку ему оказали сотрудник ГАИМК А. Л. Якобсон и сотрудник Словарной комиссии Института языка и мышления Б. А. Ларин. Издание вышло в свет в 1937 году под названием «Материалы для терминологического словаря древней России». Рядом историков (Б. Д. Греков, С. Н. Валк и др.), находившимися во время Великой Отечественной войны в эвакуации в Ташкенте, по «Материалам» Г. Е. Кочина составлялся «Историко-терминологический словарь», который остался неизданным.
Кроме прочего, Г. Е. Кочиным были подготовлены два сборника документов: «Памятники истории Великого Новгорода и Пскова» (1935) и «Памятники истории Киевского государства IX—XII вв.» (1936). Принимал участие в коллективной работе над академическим изданием «Правды Русской» (тексты, комментарии), подготовкой к изданию договорных грамот Великого Новгорода с князьями и пр.

## Награды
- Орден Красной Звезды
- Медаль «За оборону Ленинграда»
- Медаль «За победу над Германией в Великой Отечественной войне 1941—1945 гг.»
- Медаль «За боевые заслуги»

## Основная библиография
Монографии
- Кочин Г. Е. Сельское хозяйство на Руси в период образования Русского централизованного государства: конец XIII — начало XVI вв. / отв. ред. В. Г. Гейман. — ЛОИИ АН СССР. — М.—Л.: Наука, 1965. — 463 с.

Составитель, подготовка к изданию
- Материалы для терминологического словаря древней России / сост. Г. Е. Кочин; под ред. Б. Д. Грекова. — Институт истории АН СССР. — М.—Л., 1937. — 3, 487 с. (2-е изд. Bru̲cken-Verlag, 1969. 487 с.)
- Памятники истории Великого Новгорода и Пскова: сборник документов / подг. к печати Г. Е. Кочин. — М.—Л.: Соцэкгиз, 1935. — 191, [1] с.
- Памятники истории Киевского государства IX—XII вв.: сборник документов / подг. к печати Г. Е. Кочин. — М.—Л.: Соцэкгиз, 1936. — 219 с.
- Правда Русская: учебное пособие / подг. к печати Н. Ф. Лавров, М. Н. Тихомиров, Г. Л. Гейерманс, Г. Е. Кочин; отв. ред. Б. Д. Греков. — Институт истории АН СССР. — М.—Л.: Изд-во АН СССР, 1940. — Т. 1: Тексты. — 506 с.
- Грамоты Великого Новгорода и Пскова / подг. к печати В. Г. Гейман, Н. А. Казакова, Г. Е. Кочин, Р. Б. Мюллер, Е. А. Рыдзевская; под ред. С. Н. Валка. — Институт истории АН СССР. Ленингр. отд-ние. — М.—Л.: Изд-во АН СССР, 1949. — 407, [1] с.
- Правда Русская / сост. Б. В. Александров, В. Г. Гейман, Г. Е. Кочин, Н. Ф. Лавров, Б. А. Романов; под ред. Б. Д. Грекова. — Институт истории АН СССР. — М.—Л., 1947. — Т. 2: Комментарии. — 864 с.

Статьи и главы
- Кочин Г. Е. Писцовые книги в буржуазной историографии // Проблемы источниковедения: Сборник 2. М.—Л., 1936. С. 145—186. ‒ (Труды Историко-археографического института Академии наук СССР. Т. XVII).
- Кочин Г. Е. О договорах Новгорода с князьями // Учёные записки Ленинградского педагогического университета им. А. И. Герцена. Т. 19. 1939.
- Кочин Г. Е. Новгородская и Псковская феодальные республики в XIV—XV вв. // Очерки истории СССР. Период феодализма. Ч. 2. М., 1953. Гл. 1, § 7.
- Кочин Г. Е. Образование территории Русского централизованного государства // Очерки истории СССР. Период феодализма. Ч. 2. М., 1953. Гл. 1, § 5.
- Кочин Г. Е. Население Петербурга до 60-х годов XVIII в. // Очерки истории Ленинграда. Т. 1: Период феодализма (1703—1861 гг.). М.—Л., 1955. . Ч. 1, Гл. 4. С. 94—114.
- Кочин Г. Е. Население Петербурга в 60—90-х годах XVIII в. // Очерки истории Ленинграда. Т. 1: Период феодализма (1703—1861 гг.). М.—Л., 1955. Ч. 2, Гл. 10. С. 294—319.
- Кочин Г. Е. Развитие земледелия на Руси с конца XIII по конец XV в. // Вопросы экономики и классовых отношений в Русском государстве XII—XVIII веков: сборник статей. М.—Л., 1960. С. 257—305. (Труды Ленинградского отделения Института истории АН СССР. Вып. 2).
- Кочин Г. Е. Два источника о хозяйственном строе и судьбе одной новгородской боярской вотчины // Исследования по отечественному источниковедению: сборник статей, посвящённых 75-летию профессора С. Н. Валка (Труды ЛОИИ АН СССР. Вып. 7). М.—Л., 1964. С. 439—444.

## Рецензии
- Рубинштейн Н. Г. Рец.: «Памятники истории Киевского государства IX—XII вв.» Сборник документов // Историк-марксист. — М., 1938. — № 1. — С. 130—132.
- Тихомиров М. Н. Рец.: Кочин Г. Е. Материалы для терминологического словаря древней России. М., 1937 // Историк-марксист. — М., 1938. — № 3. — С. 97—98.
- Черепнин Л. В. Рец.: Грамоты Великого Новгорода и Пскова. Подготовили к печати В. Г. Гейман, Н. А. Казакова, А. И. Копанёв, Г. И. Кочин, Р. Б. Мюллер и Е. А. Рыдзевская. Под ред. С. Н. Валка, (Институт истории Академии наук СССР. Ленинградское отделение.) Изд-во Академии наук СССР. М.-Л. 1949. 407 стр. // Вопросы истории. — М., 1949. — № 11. — С. 158—161. — ISSN 0042-8779.
- Юшков С. В. Рец.: Правда Русская. Том 2. Комментарии составили Б. В. Александров, В. Г. Гейман, Г. Е. Кочин, П. Ф. Лавров и Б. А. Романов, под редакцией акад. Б. Д. Грекова. Изд. АН СССР. Институт истории. М. 1947 // Вопросы истории. — М., 1948. — № 7. — С. 104—107. — ISSN 0042-8779.
- Drew R. F. Rev.: Sel’skoe Khoziaistvo Na Rusi v Period Obrazovaniia Rus-Skogo Tsentralizovannogo Gosudarstva Konets XIII-Nachalo XVI v. [The Rural Economy in Russia in the Period of Formation of the Russian Centralized State, from the End of the Thirteenth to the Beginning of the Sixteenth Century.] By G. E. Kochin. [Leningradskoe Otdelenie Instituta Istorii.] (Moscow: Izdatel’stvo «Nauka.» 1965. Pp. 461) (англ.) // The American Historical Review. — University of Chicago Press, 1968. — Vol. 73, iss. 4. — P. 1125—1126.
- Kijas А. Рец.: Кочин Г. Е. Сельское хозяйство на Руси в период образования русского централизованного государства. Конец XIII — начало XVI в. М.—Л. 1965, 462 стр. (пол.) // Roczniki Dziejów Społecznych i Gospodarczych[пол.]. — Poznań: Poznańskie Towarzystwo Przyjaciół Nauk, 1969. — T. 30. — S. 196—200.